# Danielle Rose Russell
Danielle Rose Russell (Pequannock Township, 31 oktober 1999) is een Amerikaanse actrice. Ze speelde in diverse films en televisieseries, waaronder Measure of a Man, The Originals en Legacies.

## Levensloop
Russell maakte in september 2014 haar acteerdebuut in de bioscoopfilm A Walk Among the Tombstones als het personage Lucia. Hierna volgde rollen in films zoals Aloha en Wonder, voordat zij in juni 2016 haar debuut als televisieactrice maakte in de Amazon Prime-serie The Last Tycoon.
In 2018 maakte Russell haar entree in de televisieserie The Orginals als het personage Hope Mikaelson, waarmee ze een van de hoofdrollen vertolkte. Russell hernam deze hoofdrol in de spin-off serie Legacies.

## Filmografie

### Film
- 2014: A Walk Among the Tombstones, als Lucia
- 2015: Aloha, als Grace
- 2016: Pandemic, als Megan
- 2017: Wonder, als Miranda Navas
- 2018: Measure of a Man, als Joanie Williams

### Televisie
- 2016-2017: The Last Tycoon, als Darla Miner
- 2018: The Originals, als Hope Mikaelson
- 2018-2022: Legacies, als Hope Mikaelson